# Eleazar Chisma
Eleazar Chisma (Ḥisma; in ebraico אלעזר חסמא ‎?, "Eleazar Chasma", o אלעזר בן חסמא, "Eleazar ben Chasma") (Israele, I secolo – II secolo) è stato un rabbino ebreo antico, saggio Tanna della 2ª/3ª generazione (80 – 110 e.v.), Discepolo di Joshua ben Hananiah e Gamaliel II..

## Etimologia
Le fonti non sono coerenti nel loro uso della parola "ben" in relazione al cognome "Ḥisma" o "Ḥasma"; il suo inserimento comunque sembra giustificabile. "Ḥisma" non è un cognome aggetivale,, ma un locativo, il luogo probabilmente identico a Hizmeh; quindi "ben Ḥisma" significherebbe "figlio di [= "nativo di"] Ḥisma".
Numerosi halakot sono conservati col nome di Eleazar nella Mishnah, e in controversi dibattiti con Eleazar ben Azariah e Akiba, e con Eliezer ben Jacob I; a lui si attribuisce la regola economica che al dipendente non spetta una porzione di prodotto superiore all'ammonto del suo salario.

## Esegesi
Vengono attribuite a Chisma anche alcune haggadot. Insieme a Rabbi Joshua, fornisce una ragione allegorica per l'attacco di  Amalek contro Israel proprio nel momento in cui si verificò. Citando Giobbe 8:11 "Cresce forse il papiro fuori della palude e si sviluppa forse il giunco senz'acqua?", Chisma afferma "Così quindi è impossibile per Israele di prosperare senza la Legge, e dal momento che avevano trascurato la Legge (17:1-7), è stato ordinato ad un nemico di far guerra contro di loro." Nuovamente, Chisma cita Isaia 43:22 "Invece tu non mi hai invocato, o Giacobbe" e applica il verso a coloro che non sono devoti nelle loro preghiere, ma mentre recitano la "Shemà" comunicano coi loro vicini a gesti.

## Conoscenza scientifica
Non solo Chizma possedeva un'ampia formazione rabbinica, ma era anche un adepto delle scienze. Joshua, introducendolo insieme a Yochanan ben Nuri all'attenzione del patriarca Gamaliel II, osservò che entrambi avrebbero potuto calcolare approssimativamente il numero di gocce contenute nell'oceano. Siccome erano molto poveri, Gamaliel li nominò a funzioni remunerative in accademia. Probabilmente fu quando gli altri accademici cercavano suoi consigli istruttivi sulle scienze laiche, che Eleazar affermò: "Le leggi riguardanti i nidi degli uccelli e quelle relative all'incipiente impurità della donna sono elementi della Legge, mentre l'astronomia e la geometria sono solo condimenti di saggezza."